# Глинский, Александр Николаевич
Александр Николаевич Глинский (1910 — 8.11.1986 гг.) — советский и хозяйственный работник местного уровня, участник войны с милитаристской Японией.

## Биография
Александр Николаевич Глинский родился в 1910 году в г. Санкт-Петербург. После окончания школы начал трудовую деятельность рабочим-путейцем, в 1929 году его семья в порядке сельхозпереселения переезжает в Тулунский район Иркутской области. Здесь РК ВЛКСМ отправляет А. Н. Глинского на курсы десятником лесозаготовок, а затем определяет на работу в Тулунский леспромхоз.
С 1932 по 1937 гг. Александр Николаевич Глинский проходит службу в ВМФ СССР, здесь его принимают кандидатом в партию. После демобилизации по направлению парторганов работает сначала секретарем, а затем становится председателем Тантуйского райисполкома. Член ВКП(б) с 1939 года.
Войну встретил на военных сборах политработников в г. Хабаровске, А. Н. Глинского зачисляют в Амурскую флотилию, в составе которой он участвует в боевых действиях против японцев.
После демобилизации в апреле 1946 года направляется в Братский район, где по 1949 год работал председателем райисполкома, а после окончания двухгодичной партшколы — заместителем по политчасти в геологоразведочной экспедиции. В 1954 году А. Н. Глинский был избран вторым секретарем Братского РК КПСС, с 1956 года до ухода на пенсию работал на комбинате Братсклес на должности начальника отдела кадров.
Награждён орденом «Знак Почета», медалью «За победу над Японией» и другими наградами. Умер в Братске 8 ноября 1986 года на 77-м году жизни.